# 開聞トンネル
開聞トンネル（かいもんトンネル）は、鹿児島県指宿市開聞川尻にある2つのトンネルの通称。正式名称は、南側が「御倉本1号トンネル」、北側が「御倉本2号トンネル」である。

## 詳細
- 御倉本1号トンネル - 全長152m,竣工1966年
- 御倉本2号トンネル - 全長625m,竣工1966年

## 概要
開聞岳の周囲を一周できる遊歩道の東側の入口部分にあるトンネルである。南北2つのトンネルから成っていて、北側の方が長い。南北2つのトンネルとも内部は曲がりくねっている。南北2つのトンネルの間には中庭と呼ばれる空の開けた鉄骨の骨組みだけのトンネルがある。トンネル内に人工照明は一切無く、明かりをとるための穴が天井部に一定間隔で開けられているだけで、非常に暗い。トンネル内部は車道としては非常に狭く、北側のトンネルには待避所が2ヶ所設置されているが、南側のトンネルには待避所は無い。
心霊スポットしても知られている。しかし、何かエピソードがあるわけではなく、単純に雰囲気からの都市伝説のようなものだと考えられる。ただ、上記の「明かりをとるための穴」から老婆がのぞいている、というエピソードは流れている。

## 歴史
元々このトンネルは、1966年に地元の観光開発業者が開聞山麓にゴルフ場と公園を建設する際、ゴルフ場や公園の利用者（特に外国人客）から、農作業等を行なう地元住民が見えないようにするための目隠しとして造られたものである。種村直樹は同地を訪れた紀行文の中で、「外国人の目には柴をかついだ農夫は風物詩のように映ったのではないかと思うのに、いかにも日本人らしい屈折した気くばり」と批判している。
戦時中、この場所に臨時に野戦病院が置かれたとも言われているが、そのような事実は無い。本土決戦に備えて多数の兵士が開聞周辺に駐留したのは事実だが、防御陣地は開聞岳北側、現在の開聞仙田から開聞十町、さらに南九州市頴娃町別府に至るライン上に構築され、それより前面（敵側）にあたる当地に野戦病院が置かれるという事は有り得ない。

## 交通
- JR指宿枕崎線の開聞駅と薩摩川尻駅と東開聞駅が最寄り駅に該当するが、各駅とも徒歩1時間ほどかかる。